# راي إيمز
راي إيمز (بالإنجليزية: Ray Eames)‏ هي مصممة ومهندسة معمارية ومخرجة أمريكية، ولدت في 15 ديسمبر 1912 في ساكرامنتو في الولايات المتحدة، وتوفيت في 21 أغسطس 1988 في لوس أنجلوس في الولايات المتحدة.

## وصلات خارجية
- راي إيمز على موقع IMDb (الإنجليزية)
- راي إيمز على موقع الموسوعة البريطانية (الإنجليزية)
- راي إيمز على موقع ألو سيني (الفرنسية)
- راي إيمز على موقع أول موفي (الإنجليزية)
- راي إيمز على موقع قاعدة بيانات الفيلم (الإنجليزية)
- راي إيمز على موقع كينوبويسك (الروسية)